# Pristimantis lacrimosus
Pristimantis lacrimosus es una especie de anfibio anuro de la familia Craugastoridae.

## Distribución
Esta especie habita entre los 100 y 900 m de altitud en la cuenca superior del Amazonas:
- en el oeste del estado de Acre, Brasil;
- en el este de Ecuador;
- en el este de Perú;
- en el sureste de Colombia.[4]

## Publicación original
- Jiménez de la Espada, 1875 : Vertebrados del viaje al Pacifico : verificado de 1862 a 1865 por una comisión de naturalistas enviada por el Gobierno Español : batracios, p. 1-208[5]